# 鹿屋站
鹿屋站（日语：／ Kanoya eki */?）是位於鹿兒島縣鹿屋市共榮町，日本國有鐵道（國鐵）的大隅線車站（廢站）。此站曾經是鹿屋市的中心車站。

## 歷史

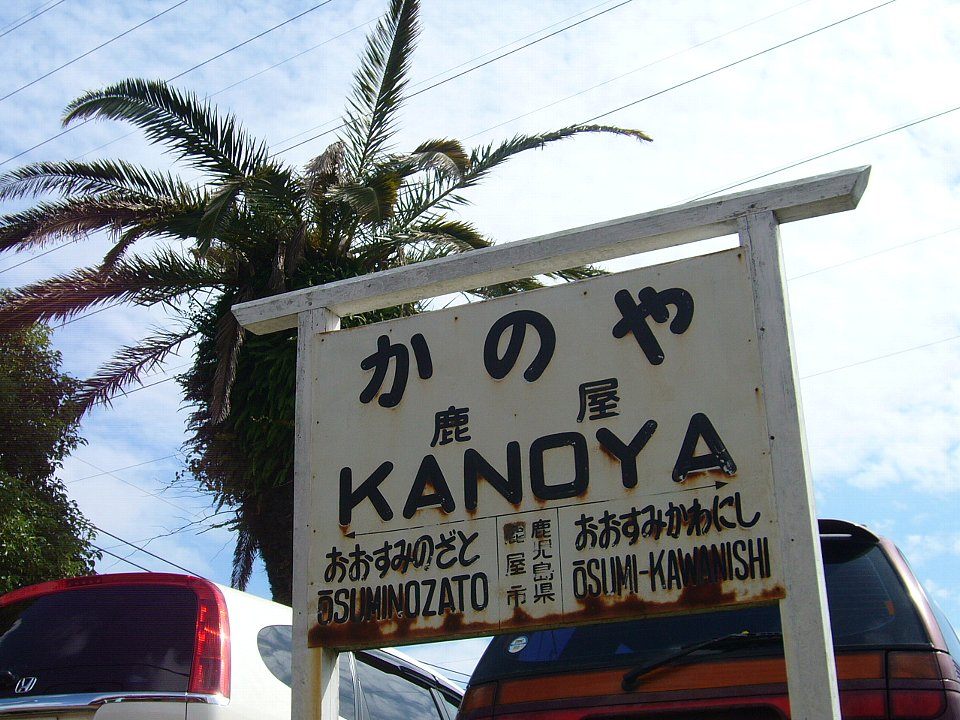
站名牌

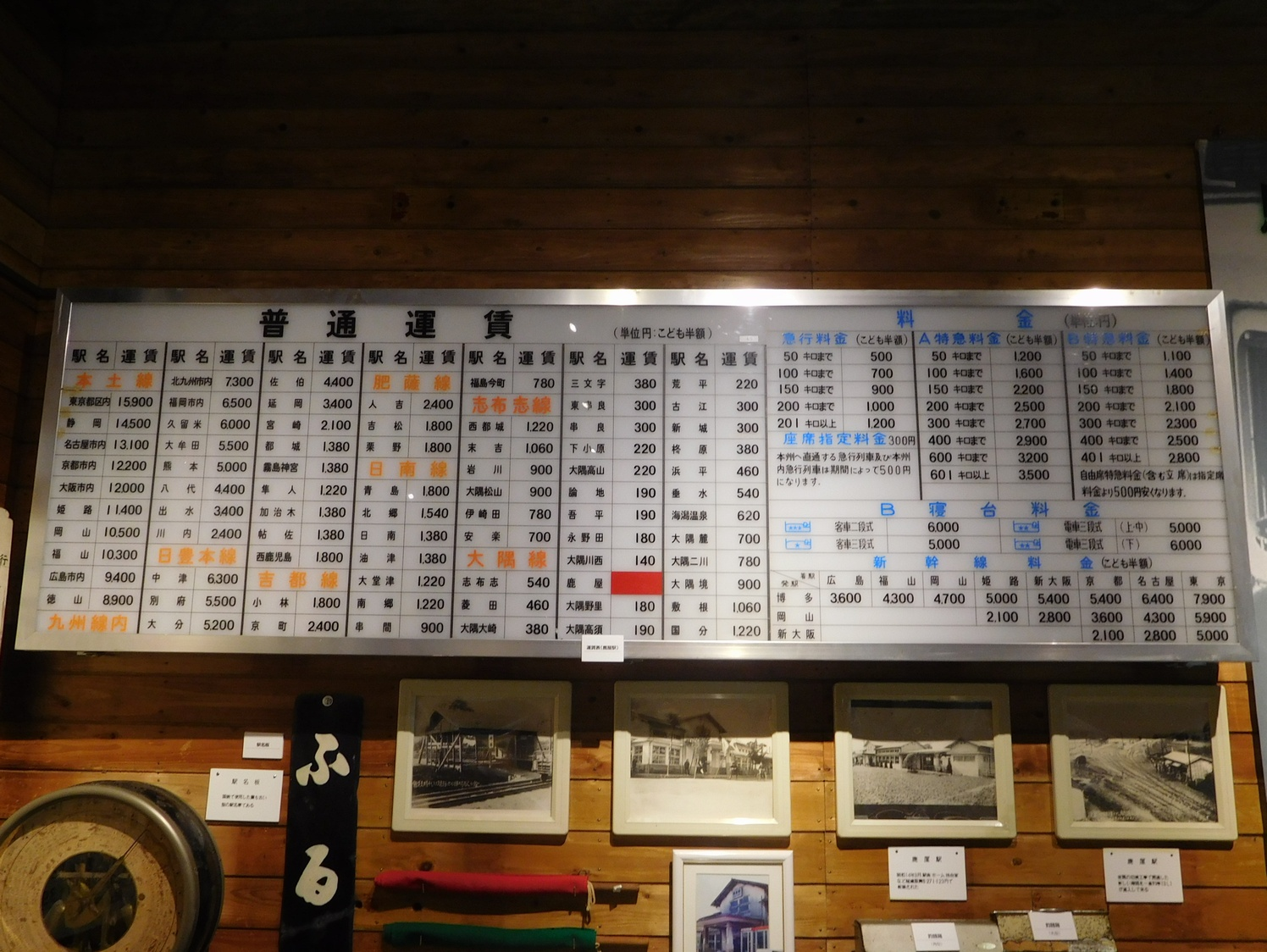
車費表（鹿屋市鐵道紀念館保存）

在1915年（大正4年）7月11日，南隅輕便鐵道（在1916年改名為大隅鐵道）開設此站開設。南隅輕便鐵道是一條鐵路線沿鹿屋海岸而建，連接該處各都市。該鐵路線可轉乘渡輪航線前往鹿兒島市等其他地方，當初鐵路線連接古江，但是由於工程費的問題，鐵路線首先先開通高須至鹿屋之間。當時鐵路線是一條軌距792毫米的輕便鐵道，不能連接其他鐵路線，為一條孤立的鐵路線。車站當時位於現在鹿屋市向江町附近地方。
後來鐵路線向內陸方向延伸，在1920年（大正9年）12月23日延長至高山。在這個時候，鹿屋站為一個折返式的設計。大隅鐵道後來再延長至串良。由於該鐵路線與鐵道敷設法計劃的路線重疊（國鐵也預計於相關地點建設鐵路線）。在1935年（昭和10年）6月1日，大隅鐵道國有化，成為國鐵古江線車站。
國鐵後來從志布志站向西建設古江線，當時該路線名為古江西線。在1938年（昭和13年）10月10日，大隅鐵道線區間進行改軌距工程，改為國鐵標準的1,067毫米軌距，同時也把鹿屋站遷移，使此站與附近的路軌走線呈Ω形，不再設有折返型設計。
在1972年（昭和47年）9月9日，古江線改名為大隅線，使此站成為大隅線的車站。但是，大隅線被指定為特定地方交通線，於1987年（昭和62年）3月14日廢線，此站也成為廢站。

### 年表
- 1915年（大正4年）7月11日 - 南隅輕便鐵道（1916年改名為大隅鐵道（日语：大隅鉄道））高須站（後來為大隅高須站）至鹿屋站之間開通，此站啟用。當時為軌距762毫米的輕便鐵道。車站所在地是現時鹿屋市向江町。
- 1920年（大正9年）12月23日 - 鐵路線延長至高山站（後來為大隅高山站），車站變為折返式配線，並成為中途站。
- 1935年（昭和10年）6月1日 - 鐵道省收購大隅鐵道，成為國鐵古江線車站。
- 1936年（昭和11年）10月23日 - 國鐵古江東線東串良至串良之間開通，古江線改名，以西路段為古江西線。
- 1938年（昭和13年）10月10日 - 古江西線改軌距工程完畢，古江東線與古江西線合併為古江線。此站進行遷移，並不再設有折返式鐵路設計。
- 1972年（昭和47年）9月9日 - 路線名稱改為大隅線[2]。
- 1987年（昭和62年）3月14日 - 大隅線全線廢止，此站也廢止[2]。

## 廢止時的車站構造

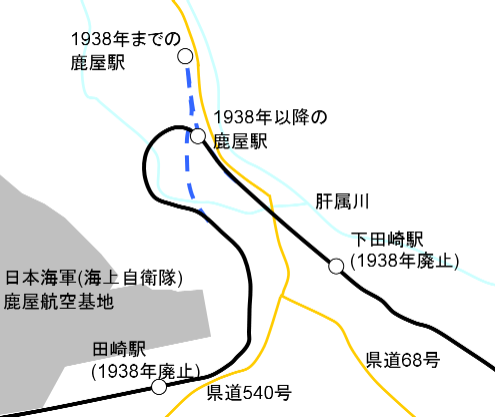
鹿屋站周邊的變遷

此站是地面車站，設有1面2線的島式月台。此站設有許多側線。在廢止前，此站是直營車站。當時設有車站大樓。此站的特徴是路軌位於較高位置。
此站的走線比較特別。原本此站為折返式設計。後來在改軌距工程進行的同時，改為一個呈Ω形的走線。

## 現狀

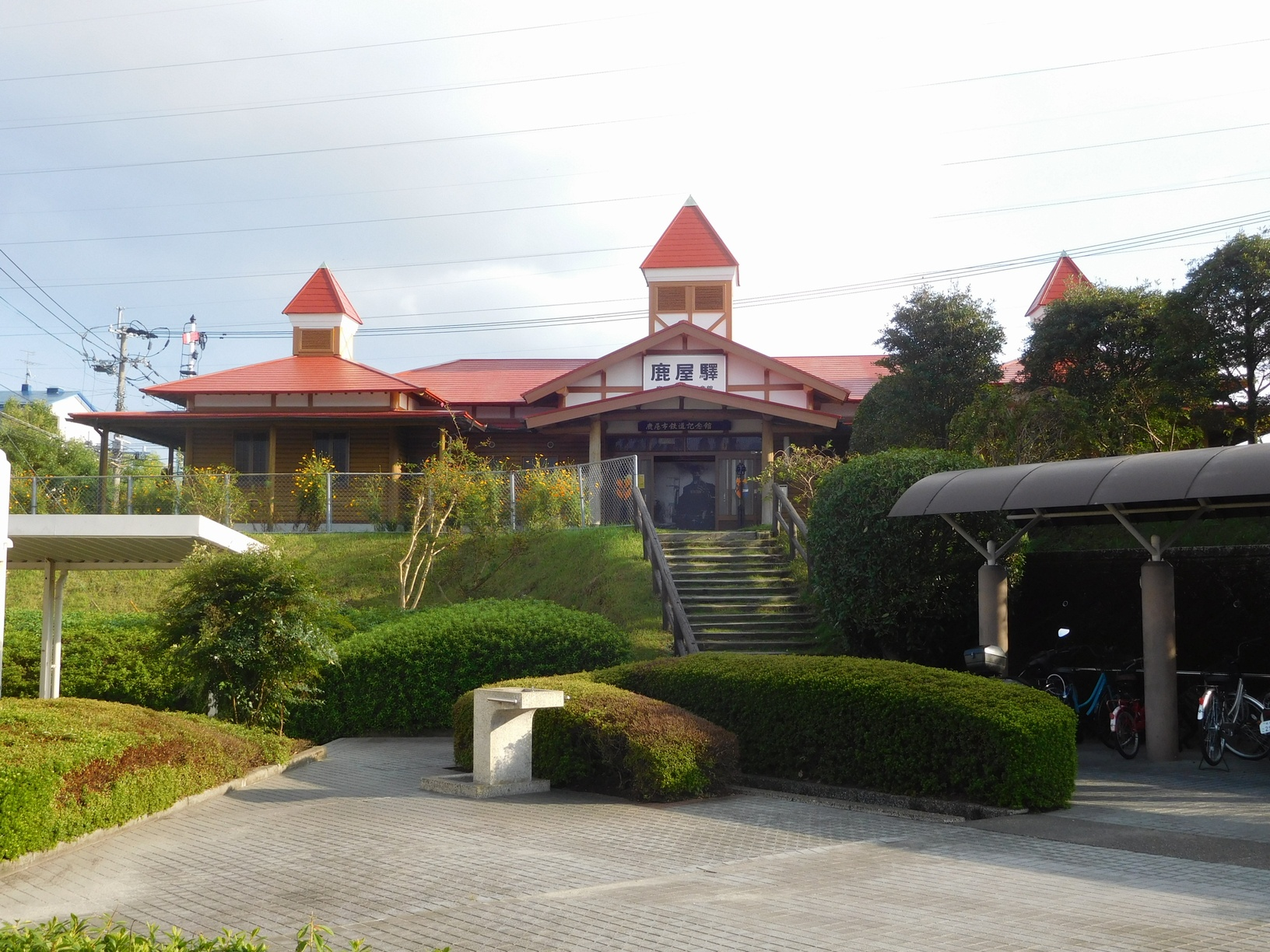
鹿屋市鐵道紀念館（2016年翻新後）

遺址變成為鹿屋市政廳。另外，鄰接市政廳處，於1988年（昭和63年）9月28日開設了鹿屋市鐵道紀念館，紀念館佔地7,660平方米，建築物是由木製，總樓面137平方米。紀念館內保存了日本國鐵KiHa20系柴油列車和站名牌。紀念館總工程費3036萬4000日圓。
在2016年（平成28年）9月30日，紀念館進行翻新，同時進行了紀念議式，並設有新的愛稱「鹿屋驛」。在2015年（平成27年），吾平町鐵道資料館（吾平站遺址）關閉，該館的展品遷移至此處。

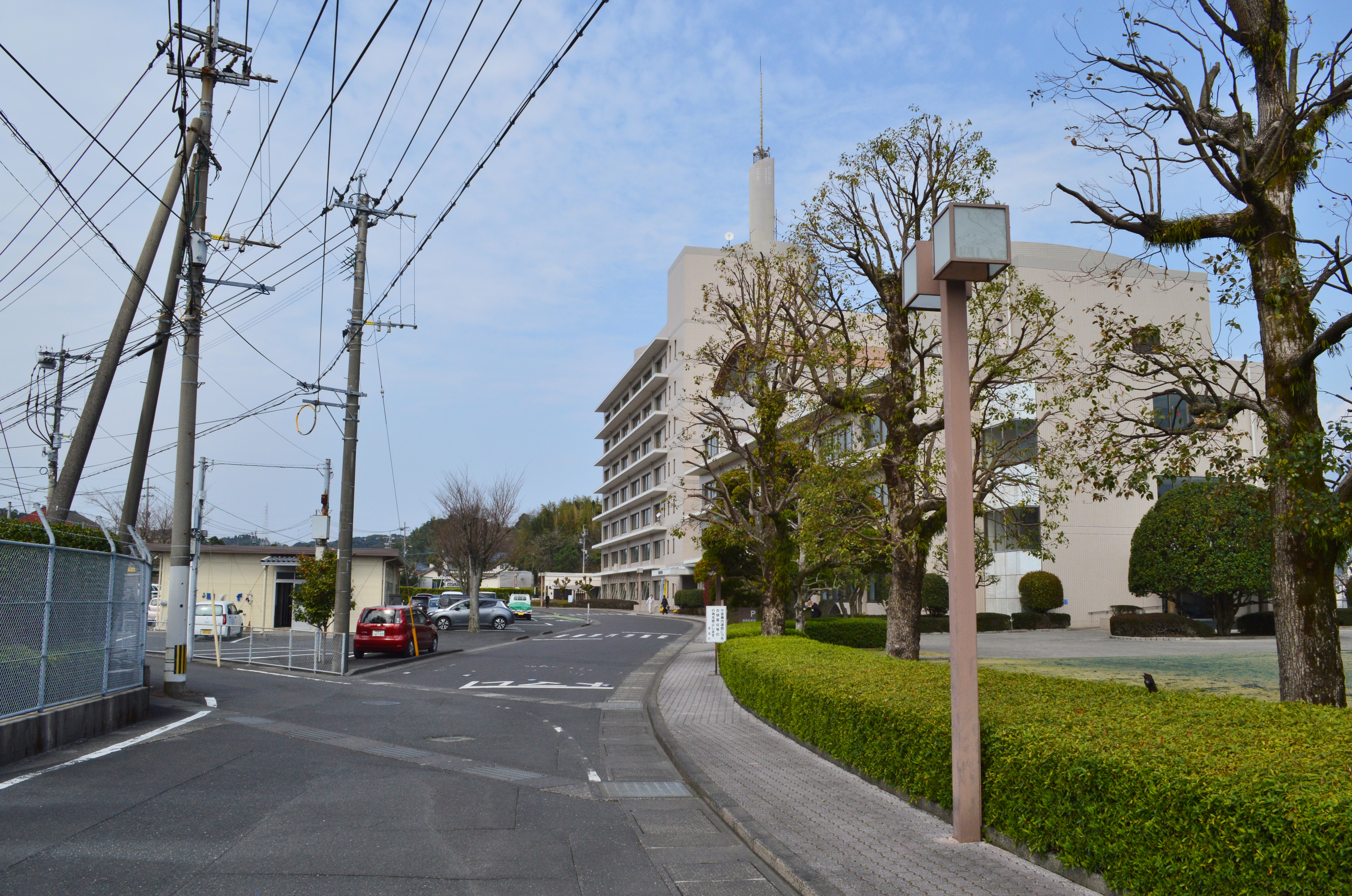
鹿屋站遺址
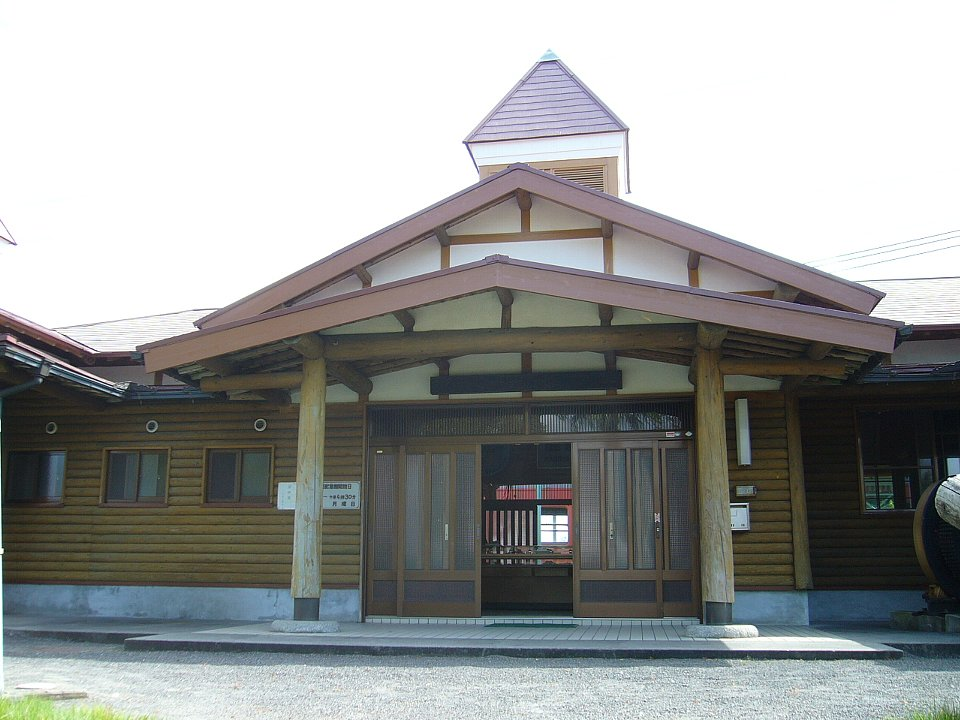
鹿屋市鐵道紀念館（2006年）
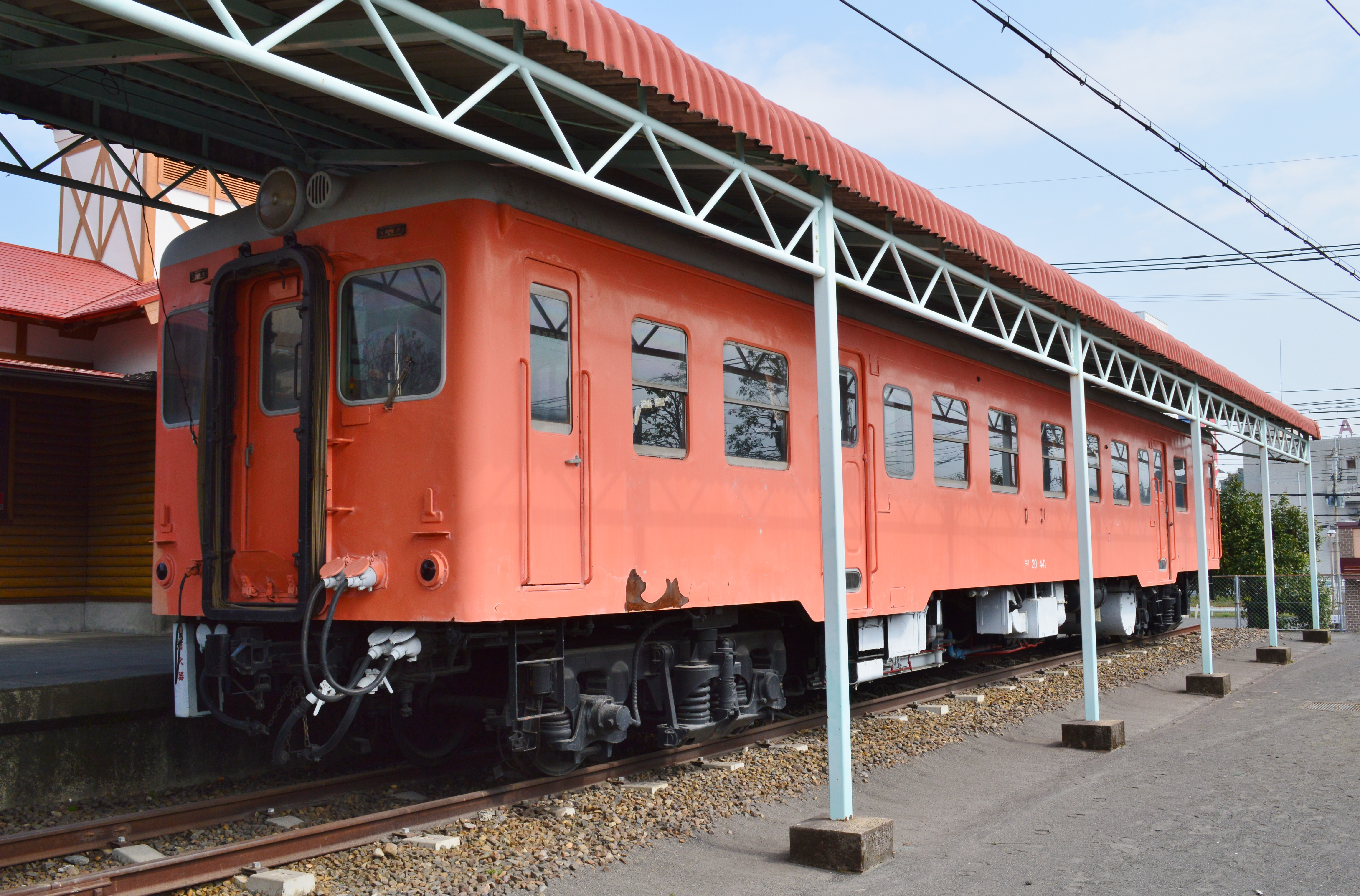
KiHa20 441
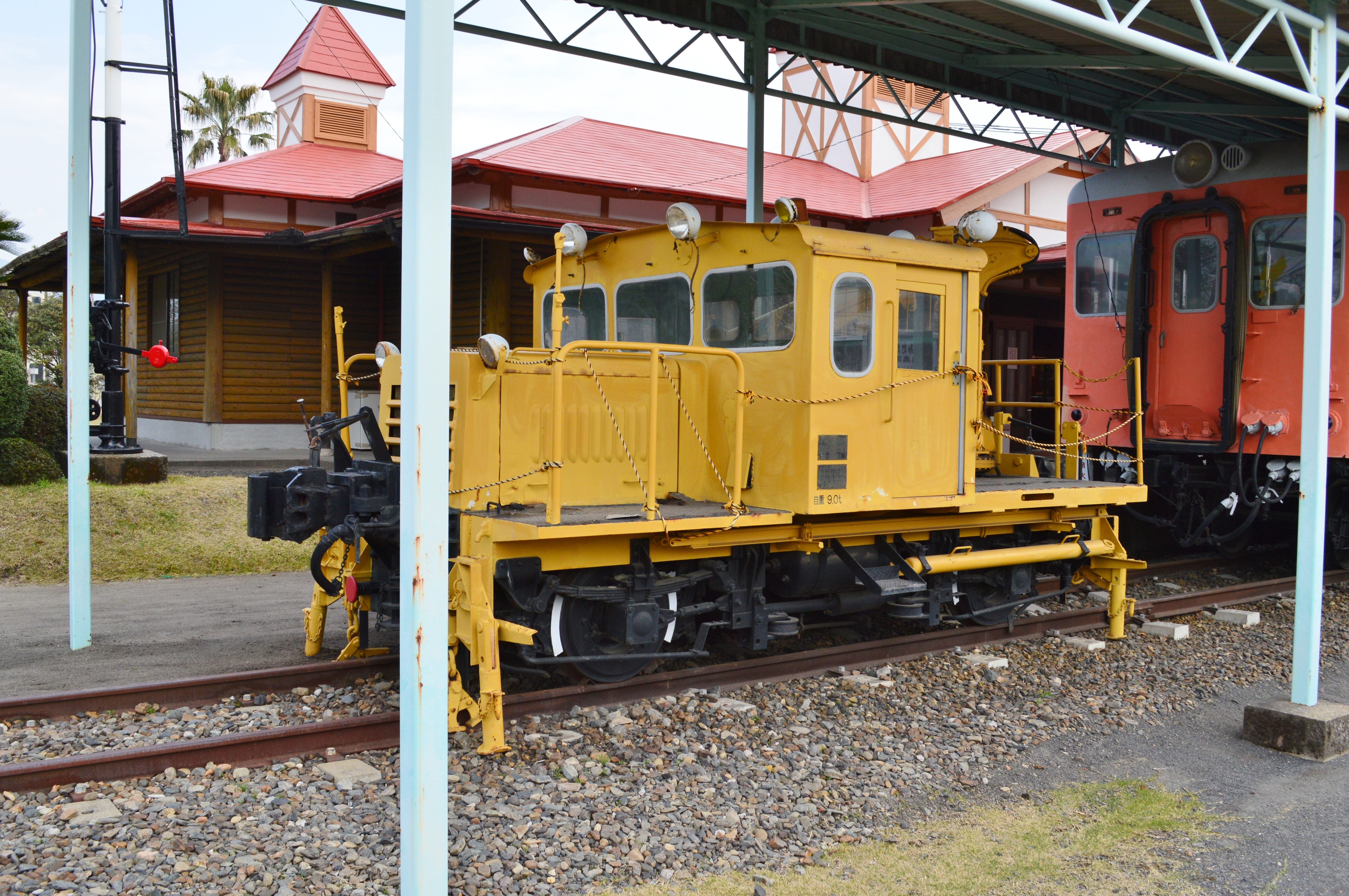
作業車
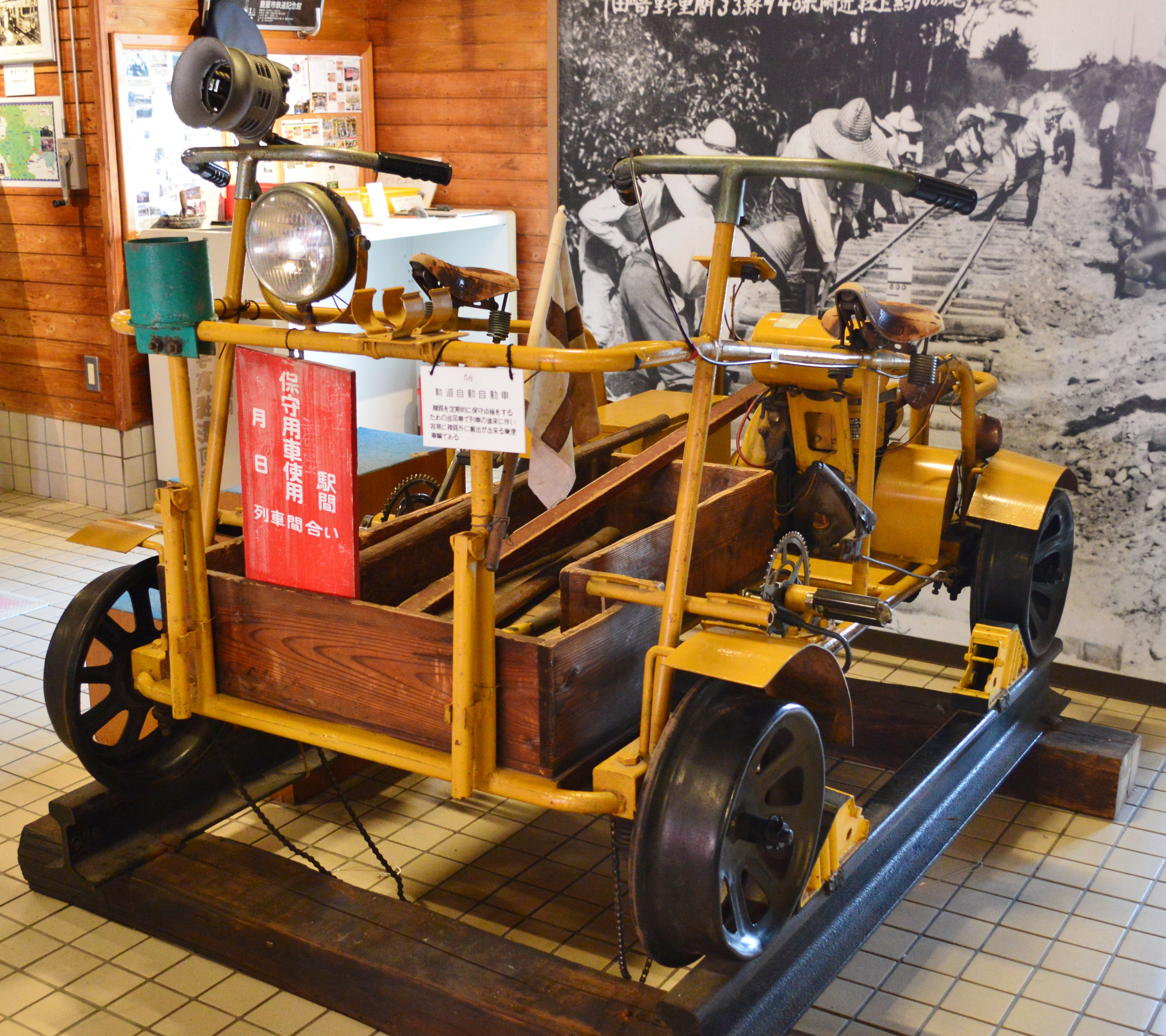
路軌單車

## 相鄰車站
日本國有鐵道
大隅線
大隅川西－鹿屋－大隅野里
在1938年（昭和13年）10月10日進行改軌距和遷移車站前。此站與大隅川西站之間曾設有下田崎站，大隅野里站與此站之間曾設有田崎站。

## 注腳
1. 1 2 3 4  . JTB出版. : 333 （日语）.
2. 1 2  . 鐵道雜誌（日语：鉄道ジャーナル） (鐵道雜誌社). 1987-06, 21 (7): 96–98 （日语）.
3. ↑  《鹿屋市史》下 1995年版 pp.699 - 700
4. ↑  大川源太郎「大隅線もっと知って 鹿屋市鉄道記念館が改装　国鉄OB監修、わかりやすく （页面存档备份，存于）」（日語）《南日本新聞》2016年10月7日15面。